# Associazione Calcistica Perugia Calcio
L'Associazione Calcistica Perugia Calcio, meglio nota come Perugia, è una società calcistica italiana della città di Perugia. Milita in Serie C, la terza divisione del campionato italiano.
Il club odierno, rifondato nel 2010 come Associazione Sportiva Dilettantistica Perugia Calcio, è la continuazione dello storico sodalizio Associazione Calcio Perugia sorto nel 1905 – dalla collaborazione tra le società cittadine Braccio Fortebraccio e Libertas – e fallito nel 2005, e del seguente Perugia Calcio rifondato nello stesso anno e a sua volta scomparso nel 2010; dal 2011 ha assunto l'attuale denominazione.
La società conta 13 partecipazioni al campionato italiano di Serie A, dove ha conseguito come miglior piazzamento un secondo posto nell'annata 1978-1979; nella stessa stagione gli umbri stabilirono il record d'imbattibilità, diventando la prima squadra dall'istituzione del girone unico a chiudere una stagione di massima serie senza sconfitte. Oltre ai vari titoli ottenuti nelle serie minori nazionali, in campo internazionale il club si fregia di una vittoria a testa nella Coppa d'Estate e nella Coppa Intertoto UEFA; in virtù di quest'ultimo successo è tra le 12 squadre italiane e 82 europee che hanno vinto almeno una delle competizioni confederali per club. Vanta inoltre due partecipazioni alla Coppa UEFA.
I giocatori del club sono soprannominati "biancorossi" per via dei tradizionali colori sociali della divisa, i quali prevedono maglia e calzettoni rossi accompagnati a calzoncini bianchi, e "grifoni" in assonanza con l'eponima figura araldica simbolo della squadra e della città perugina. Disputa i suoi incontri casalinghi allo stadio Renato Curi. Nella stagione 1979-1980 è stata la prima formazione calcistica italiana a esibire una sponsorizzazione di maglia.

## Storia

### Le origini
La società fu fondata a Perugia il 14 luglio 1890 come Società Ginnastica Braccio Fortebraccio; questa deve il suo nome a Braccio da Montone, condottiero e Signore della città perugina nel corso del XV secolo. L'esordio ufficiale della squadra avvenne nel 1907, quando proprio a Perugia venne organizzato un triangolare con la partecipazione della Lazio e della Robur di Siena.
Nel frattempo, tra il 1911 ed il 1912 la squadra della Braccio Fortebraccio partecipò ai tornei interregionali organizzati dall'Umbria sportiva, entrambi vinti dal Roman, nei quali i perugini vinsero per 2-0 l'Anconitana e per 6-0 lo Spoleto. Il 1912 è anche l'anno in cui si costituì il comitato promotore per la costruzione di un «grandioso stadio perugino»: difatti il capoluogo ancora non disponeva di un vero e proprio impianto sportivo, tanto che le gare e gli allenamenti delle squadre calcistiche si svolgevano alla bell'e meglio al campo di Piazza d'armi – il cosiddetto Piazzone della città, poi divenuto l'odierna piazza Partigiani –, che veniva pionieristicamente segnato col gesso.
Nel 1922 il campo da gioco di Piazza d'armi venne intanto ampliato e reso più consono alla pratica agonistica, con l'aggiunta di una tribuna in legno. In questi anni il club ebbe un'attività prevalentemente regionale, incontrandosi con formazioni limitrofe come Terni, Siena, Ancona, Tiferno, Foligno, Tolentino e Maceratese.

### Anni 1930
Gli anni 1930 del club biancorosso ebbero inizio, in verità, già sul finire del decennio precedente. L'attività calcistica era ormai praticata nel capoluogo umbro da quasi trent'anni, ciò nonostante rimaneva ancora una disciplina oscura sotto molti aspetti; intorno al 1928 vennero quindi chiamati a Perugia alcuni maestri della cosiddetta "scuola danubiana", all'epoca molto in voga, per apprenderne i segreti. Si trattò dei primi, veri, allenatori nella storia dei grifoni.
L'ungherese Emerich Hermann fu il tecnico della squadra che, al termine di un serrato duello con gli spoletini della Virtus, nel 1929-1930 vinse il girone regionale di Terza Divisione e, grazie a un doppio salto di categoria dopo riforma federale, fece il suo debutto in Prima Divisione. Nella stagione 1931-1932 il Perugia arrivò a un passo dalla Serie B concludendo in vetta il girone E del campionato, ma nei seguenti gironi finali la sconfitta 2-3 a Genova in casa della Sampierdarenese li relegò al secondo posto della classifica, mancando la promozione proprio a favore dei liguri.

#### Ad un passo dalla Serie A
Nel campionato 1933-1934, allenato da Cesare Migliorini, il club andò vicino per la prima volta all'approdo in Serie A, vincendo il girone B sopravanzando di una lunghezza i modenesi, e qualificandosi al girone finale valevole per la promozione. Tuttavia proprio qui, forse anche per la mancanza di eventuali infrastrutture adatte alla massima categoria, «vengono le dolenti note» per il Perugia, con una serie di arbitraggi a senso unico: il culmine si raggiunse al termine della sfida casalinga con la Pro Patria, quando "Peppino" Vitalesta reagì alle continue decisioni avverse aggredendo il direttore di gara De Sanctis; questo gli precluse il tesseramento in A tra le file della Triestina. L'anno dopo, a causa delle difficoltà finanziarie derivate dalla gestione della competitiva formazione d'inizio decennio, l'intelaiatura dei biancorossi venne di fatto smantellata per fare cassa e saldare debiti: con un tasso tecnico considerevolmente ridotto, al termine della stagione 1934-1935 i grifoni retrocedettero, chiudendo qui il primo ciclo vincente della loro storia, e subendo anche la revoca dell’affiliazione nazionale: solo essendo fornito di una seconda squadra dilettantistica giovanile nei campionati regionali, il club poté sopravvivere evitando il fallimento.
Il 1937 fu una data importante per il calcio a Perugia, poiché ebbe inizio la costruzione del primo stadio cittadino inteso come tale, il Santa Giuliana, realizzato proprio in prossimità del vecchio Piazzone; i biancorossi potranno però debuttarvi ufficialmente solo l'anno dopo, il 4 settembre 1938, in occasione della loro prima stagione di Serie C. Sempre nel '38 esordì in squadra il mediano Guido Mazzetti, destinato in futuro a scrivere pagine importanti della storia del club, sia da giocatore che, soprattutto, da allenatore.

### Anni 1940

I calciatori biancorossi Luigi Gioacchino Nebbia e Guido Mazzetti nella stagione 1948-1949, assieme al segretario Bastianelli e al dirigente Rufini.

Nella stagione 1939-1940 il Perugia fu inattivo per motivi finanziari. Al suo posto, nella Prima Divisione Umbra scese in campo la nuova formazione del G.U.F. Perugia che, pur con un nome diverso, indossò le casacche di grifoni e ne schierò vari giocatori tra le proprie file. La storica società biancorossa si riorganizzò l'anno successivo, venendo iscritta alla Serie C. Affidata all'allenatore ungherese Aleksandar Peics, la formazione si ritrovò dopo poche giornate in testa alla classifica, salvo poi cessare l'attività per gli eventi bellici della seconda guerra mondiale. Mazzetti, una volta lasciata l'attività agonistica, diverrà in seguito uno dei più famosi allenatori nella storia del Perugia, sedendo sulla panchina del club (a periodi alterni) per quattordici stagioni
Al termine del conflitto, nel dopoguerra il Perugia venne ricostituito da Giorgio Bottelli e la squadra, nelle cui file erano presenti anche militari inglesi degli eserciti alleati che avevano occupato l'Umbria, giocò sfide in ambito regionale col Magione, il Gubbio e il Foligno. Nel 1945-1946 i biancorossi, allenati da Mario Malatesta e trascinati da Alberto Galassi – uno dei più prolifici attaccanti italiani, che segnò in quella stagione addirittura 35 reti guadagnandosi così l'ingaggio in Serie A da parte del Bologna –, vinsero il campionato e conquistarono la seconda promozione tra i cadetti della loro storia. La squadra vi rimase per sole due stagioni, salvo poi risprofondare negli anni successivi addirittura in IV Serie.

### Anni 1950 e 1960

Il presidente dei grifoni, Lino Spagnoli, viene portato in trionfo al termine di Perugia-Sambenedettese (1-0) del 21 maggio 1967, che sancì il ritorno dei biancorossi in Serie B dopo un'assenza di diciannove anni.

Il ritorno in Serie C avvenne nel 1959, grazie a una riforma dei campionati a opera della FIGC; tale operazione voleva dare rappresentanza calcistica anche a quelle regioni, come l'Umbria, che in quel momento non avevano propri club iscritti alle tre maggiori categorie nazionali. In quegli anni la formazione biancorossa, allenata a periodi alterni da Guido Mazzetti, Július Korostelev ed Egizio Rubino, annoverava tra le proprie file il portiere folignate Lamberto Boranga, il centravanti Ilario Castagner – capocannoniere del girone B nell'annata 1963-1964 – e l'attaccante perugino Dante Fortini.

#### La svolta con Spagnoli e Mazzetti
Nel 1966 subentrò alla presidenza Lino Spagnoli, imprenditore perugino già campione di motonautica e grande appassionato di sport. La stagione 1966-1967 è quella della promozione in Serie B all'ultima giornata, anche se il club dovette avere la meglio di un'agguerrita Maceratese; solo grazie alla vittoria tra le mura amiche nello scontro diretto, i grifoni poterono vincere il proprio girone con un punto di vantaggio sui marchigiani. La matematica promozione arrivò il 21 maggio 1967 e l'autore della rete decisiva contro la Sambenedettese fu un attaccante perugino, Eros Lolli. La squadra era allenata ancora da Guido Mazzetti, mentre i protagonisti dell'annata furono la mezzala Carlo Azzali e le punte Gigi Gabetto, figlio di Guglielmo del Grande Torino, e Angelo Montenovo.

### Anni 1970: la squadra dei miracoli

Il Perugia che, nella stagione 1974-1975, ottenne la vittoria del torneo cadetto nonché la prima promozione della sua storia in Serie A.

Stabilizzatosi in Serie B a cavallo degli anni 1960 e 1970, fu nel campionato 1974-1975 che avvenne la vera e propria svolta nella storia del Perugia. La società si rinnovò profondamente, con l'avvento alla presidenza dell'imprenditore pugliese Franco D'Attoma e con un nuovo staff tecnico e dirigenziale, con Ilario Castagner, già giocatore biancorosso all'inizio del decennio precedente, in panchina, e Silvano Ramaccioni in veste di direttore sportivo. Nuovi anche molti giocatori della squadra, tra cui l'estremo difensore Roberto Marconcini, il libero Pierluigi Frosio, la mezzala Franco Vannini, il compagno di reparto Renato Curi e la punta Paolo Sollier, quest'ultimo salito alle cronache extracalcistiche per la sua militanza in Avanguardia operaia e divenuto poi noto come scrittore. Insomma, un mix tra elementi d'esperienza e giovani promesse, alcuni dei quali al loro primo impatto con la Serie B.
Il Perugia si mantenne nelle posizioni di testa fin dalle prime domeniche di campionato, riuscendo a tenere il passo del più quotato Verona, retrocesso a tavolino dalla Serie A e dato come favorito per la vittoria finale. La matematica certezza della promozione arrivò il 15 giugno, grazie al pareggio 1-1 sul campo del Pescara. Il Perugia ottenne la promozione in Serie A con tre punti di vantaggio sul Como e quattro sul Verona: l'ultima partita casalinga – peraltro quella dell'addio al Santa Giuliana in favore del nuovo Comunale di Pian di Massiano –, giocata sette giorni dopo e vinta 2-1 col Novara, suggellò la conclusione di una stagione indimenticabile.

#### Lo scudetto sfiorato e l'imbattibilità
(Valerio Piccioni, Dizionario del calcio italiano, 2000)

Franco D'Attoma, presidente del club dal 1974 al 1983; sotto il suo mandato il Perugia raggiunse per la prima volta la Serie A nel 1975, e sfiorò poi lo scudetto nel 1979.

Nel corso delle prime tre stagioni in Serie A il Perugia riuscì a guadagnarsi una buona reputazione e la fama di "squadra-simpatia", quando i giornali cominciarono insistentemente a parlare di Perugia dei miracoli. A ben vedere, la squadra umbra stava infatti ottenendo dei risultati inaspettatamente positivi per una cosiddetta "provinciale", oltretutto alla prima esperienza assoluta nel palcoscenico della massima categoria: giocando un calcio moderno ed efficace, esaltato da giocatori di tecnica e qualità come Salvatore Bagni, Renato Curi, Walter Novellino e Franco Vannini, il Perugia stazionava stabilmente nella prima parte della classifica, riuscendo a competere ad armi pari contro avversarie ben più ricche e blasonate.
La stessa iniziò a farsi conoscere anche fuori dai confini italiani, tanto che nel maggio 1978 arrivò la prima affermazione dei grifoni in campo internazionale grazie alla vittoria della Coppa d'Estate – un'edizione speciale della Coppa Intertoto –, trionfando in un girone composto dai belgi del Waregem, dai tedeschi occidentali del Monaco 1860 e dai francesi del Nîmes Olympique.
I buoni risultati conseguiti negli anni precedenti – e nonostante la tragedia che colpì la squadra il 30 ottobre 1977 con la prematura scomparsa di Curi, stroncato da un arresto cardiaco all'età di 24 anni durante la sfida interna contro la Juventus, nello stadio che da lì in avanti prenderà il suo nome – furono il preludio alla stagione 1978-1979, nella quale il Perugia divenne la prima squadra a completare il campionato di Serie A senza perdere una partita, rimanendo inoltre in lotta fino alle ultime giornate per la conquista dello scudetto. Con un alto numero di pareggi (19 su 30 partite), il Perugia si classificò al secondo posto, dietro al Milan che vinse il titolo della stella. È questo il miglior piazzamento degli umbri nella massima serie, e i grifoni furono la prima squadra nella storia del girone unico a rimanere imbattuta per un'intera stagione – in seguito, solo gli stessi rossoneri nel 1991-1992 e la Juventus nel 2011-2012 riusciranno a eguagliare tale primato.
Il Perugia, allenato sempre da Ilario Castagner, propose un gioco d'avanguardia che sopperì fruttuosamente all'inevitabile divario tecnico con formazioni più quotate, e tallonò i rossoneri per tutto il campionato. Gara emblematica della stagione, quella disputata il 4 febbraio 1979 al Curi contro l'Inter, e terminata in parità: al termine del primo tempo il Perugia era sotto di due reti e vedeva la sua imbattibilità a rischio, ma nella ripresa Franco Vannini accorciò dapprima le distanze e, quando i giochi sembravano ormai fatti, al 3' di recupero Antonio Ceccarini trovò il gol del 2-2 nell'ultima azione utile della gara, che salvò il primato dei biancorossi.

Il direttore sportivo Silvano Ramaccioni e l'allenatore Ilario Castagner, artefici di quel Perugia dei miracoli salito alla ribalta nazionale nella seconda metà degli anni 1970.

Questa partita divenne lo spartiacque del campionato dei grifoni: nonostante il mantenimento del record, Vannini – giocatore chiave della squadra anche nelle brillanti stagioni precedenti – ne uscì con un grave infortunio, tanto che il giocatore dovette terminare anzitempo la carriera agonistica. Al suo stop si aggiunse due mesi più tardi quello di Pierluigi Frosio, libero della difesa perugina, il quale agli inizi di aprile incappò in uno stop fisico sul campo del Torino saltando quasi tutto il resto del torneo. Pur indebolita dall'infermeria, la squadra riuscì a permanere imbattuta anche nel girone di ritorno, chiudendo il campionato a soli tre punti dai meneghini campioni e approdando inoltre per la prima volta nella sua storia in Coppa UEFA.
La squadra biancorossa artefice di questo storico primato era stata imbastita senza una vera stella, messa in piedi con calciatori dai nomi non altisonanti, ma che – a eccezione dell'astro nascente Bagni, destinato in futuro a raccogliere successi maggiori – qui in Umbria seppero esprimersi al meglio e vissero il momento più alto delle loro carriere sportive. Il cammino del Perugia nella stagione 1978-1979 rimane ancora oggi un risultato eccezionale per una compagine di provincia, sapientemente raggiunto grazie a un'oculata gestione societaria, a opera del dirigente Silvano Ramaccioni e del presidente Franco D'Attoma.

### Anni 1980: tra alti e bassi
L'annata 1984-1985, nella quale i grifoni mancarono il ritorno in A di un solo punto – e stabilirono i record, tuttora in essere, del minor numero di sconfitte (1) e del maggior numero di pareggi (26 su 38 incontri) nel torneo cadetto – sembrò l'inizio di un'inversione di tendenza, invece il declino proseguì fino alla doppia retrocessione d'ufficio in Serie C2 del 1986, deliberata dalla CAF per il coinvolgimento degli umbri anche nel Totonero-bis, dopo peraltro essere già retrocessi dalla B sul campo.

Il Perugia vincitore della Serie C2 1987-1988, allenato da Mario Colautti e trascinato dai gol del capocannoniere Fabrizio Ravanelli.

Dopo due stagioni, nel 1987-1988 arrivò la vittoria del campionato e il ritorno in C1. La squadra artefice della promozione, allenata da Mario Colautti, era ricca di giovani talenti come Giovanni Bia, Angelo Di Livio e il prodotto del vivaio biancorosso Fabrizio Ravanelli – il miglior marcatore di quel torneo –, che alla fine degli anni 1980 sfrutteranno la ribalta perugina per arrivare, nel decennio successivo, a calcare i più prestigiosi campi italiani ed europei.

### Anni 1990
Una nuova svolta nella storia della società avvenne sul finire del 1991, quando Luciano Gaucci, imprenditore romano già vicepresidente della Roma, rilevò un Perugia che si barcamenava in Serie C1 ed era sull'orlo del fallimento. Il nuovo proprietario – un personaggio nel vero senso del termine, che ben presto salirà alla ribalta della cronaca calcistica per i suoi modi quantomeno poco ortodossi nel rapportarsi con giocatori, allenatori, colleghi e giornalisti – palesò l'intento di riportare quanto prima i biancorossi in massima serie, obiettivo che riuscì a centrare nell'arco di un lustro.
Nel 1991-1992 il club, dopo una imponente campagna acquisti che fece arrivare in Umbria, tra gli altri, l'esperto Giuseppe Dossena e il bomber delle serie minori Giovanni Cornacchini, chiuse terzo sfiorando la promozione in Serie B, poi ottenuta l'anno successivo al termine di uno spareggio contro l'Acireale a Foggia, vinto 2-1 dalla formazione umbra; una gioia effimera poiché, appena il giorno dopo, per Gaucci scoppiò lo scandalo di un "regalo" sotto forma di cavallo alla famiglia di un arbitro compiacente, cosa che portò la CAF a negare la serie cadetta ai grifoni in favore dei siciliani, squalificando il numero uno biancorosso per tre anni. L'annata seguente, 1993-1994, il Perugia vinse nettamente il campionato – con Cornacchini che si aggiudicò per il secondo anno consecutivo la classifica cannonieri – e poté riaffacciarsi in B; raggiunse inoltre la finale della Coppa Italia di Serie C, dove uscì sconfitto per mano della Triestina, dopo due pareggi, solamente per la regola dei gol fuori casa.
La squadra rimase in Serie B solo per un biennio, poiché nella stagione 1995-1996 i grifoni, con Giovanni Galeone in panchina, e trascinati in campo dal capitano Federico Giunti e dai gol di Marco Negri, compirono il grande salto. Dopo un aspro duello nell'ultima parte di campionato con la Salernitana, in dirittura d'arrivo i biancorossi riuscirono a staccare in classifica i campani e, in coabitazione con la Reggiana, a cogliere quel terzo posto che valse il ritorno nella massima categoria dopo quindici anni esatti dall'ultima apparizione.

#### La seconda avventura in Serie A

Marco Materazzi, al Perugia a periodi alterni dal 1995 al 2001; nell'ultimo anno coi grifoni, in cui è diventato anche capitano del club, ha stabilito il record di gol stagionali in Serie A per un difensore (12) nonché conquistato la prima chiamata in maglia azzurra.

La permanenza in Serie A durò, in questo caso, appena dodici mesi: al termine di un campionato difficile, segnato anche dall'esonero di Galeone e dall'approdo a Perugia di Nevio Scala, la squadra retrocesse all'ultima giornata per via della peggiore classifica avulsa.
Di nuovo in Serie B, i biancorossi tornarono immediatamente in massima serie con un percorso tuttavia molto travagliato, segnato da alti e bassi nonché da ben quattro cambi di guida tecnica nel corso della stagione: Attilio Perotti venne dapprima sostituito da Albertino Bigon, poi Gaucci richiamò Perotti per alcune giornate a riprendere il suo posto, ma in seguito lo scaricò definitivamente riportando in panchina Ilario Castagner, per cercare di raggiungere una promozione che a questo punto appariva proibitiva. Con un finale di campionato da record, l'allenatore del Perugia dei miracoli riuscì ad agganciare il Torino al quarto posto, l'ultimo utile alla promozione, e nello spareggio di Reggio Emilia trionfò sui granata ai tiri di rigore, riportando la squadra in A.
Il Perugia rimase stavolta in massima categoria per sei stagioni. Nel 1998-1999 la formazione umbra, guidata da Castagner e poi da Vujadin Boškov, raggiunse la salvezza classificandosi al quattordicesimo posto e qualificandosi per la Coppa Intertoto UEFA. Si misero in luce, molto amati dai tifosi, il croato Milan Rapaić e il nuovo arrivato Hidetoshi Nakata: il centrocampista giapponese, sbarcato in Italia tra varie perplessità, esordì con una doppietta alla Juventus, e in pochi mesi si affermò tra le rivelazioni del torneo; con le sue ottime prestazioni sportive, Nakata divenne un fenomeno mediatico in tutto il mondo. Il fantasista nipponico rimane tuttora il solo calciatore biancorosso, nell'intera storia del club, arrivato a ricevere la candidatura al Pallone d'oro, nelle edizioni del 1998 e 1999.
Nell'annata 1999-2000 la squadra fu affidata a Carlo Mazzone, che la portò senza patemi al decimo posto finale; all'ultima giornata batté peraltro in casa la Juventus 1-0 con gol di Calori nel secondo tempo, togliendole in pratica la possibilità di conquistare uno scudetto che andò appannaggio della Lazio. In Intertoto la squadra uscì invece al terzo turno dopo una squalifica subìta nella partita di ritorno coi turchi del Trabzonspor, vanificando così il successo dell'andata.

### Anni 2000: gli exploit dell'era Cosmi

Il tecnico Serse Cosmi, perugino di nascita, nei primi anni 2000 ha portato la squadra della sua città a dei lusinghieri piazzamenti in massima serie, toccando l'apice nel 2003 con la vittoria del primo trofeo confederale nella storia del club.

Nell'estate 2000, il patron Gaucci avviò dei profondi cambiamenti in seno alla squadra. Dapprima ingaggiò come nuovo allenatore Serse Cosmi, tecnico perugino poco noto al grande pubblico, che fin lì s'era fatto notare per aver portato l'Arezzo dalla Serie D alla C1, ma che non aveva ancora avuto nessuna esperienza nelle categorie maggiori. La piazza si schierò contro il presidente, che da parte sua sembrava fare di tutto per non voler andare d'accordo coi tifosi; accanto a pochi punti fermi dell'undici titolare come Andrea Mazzantini, Marco Materazzi e Zé Maria, Gaucci affiancò oltre una ventina di nuovi innesti, tra cui giovani italiani presi dalle serie inferiori, come Mirko Pieri, Fabio Grosso, Fabio Liverani, Davide Baiocco e Marco Di Loreto, e stranieri provenienti da ogni parte del pianeta, su tutti Zīsīs Vryzas e Rahman Rezaei.
A dispetto delle premesse, la squadra giocò un calcio divertente e proficuo, affermandosi come la sorpresa del torneo; Cosmi ottenne il massimo dalla rosa messagli a disposizione, lanciando i suoi sconosciuti giocatori ai massimi livelli della Serie A. Il Perugia si classificò decimo nella stagione 2000-2001: capitan Materazzi mise a segno ben 12 gol, siglando il record per un difensore in una singola stagione della massima divisione italiana, e assieme al compagno Liverani raggiunse il traguardo della Nazionale.
Nella stagione 2001-2002 la squadra migliorò ulteriormente il piazzamento in classifica, arrivando all'ottavo posto. L'anno successivo il Perugia si comportò molto bene in Coppa Italia dove, guidato da Fabrizio Miccoli – che si laureò miglior marcatore dell'edizione, prima volta assoluta per un giocatore biancorosso –, sfiorò la finale, venendo eliminato solo in semifinale dal Milan; si qualificò poi nuovamente per l'Intertoto classificandosi nono, al termine di un'annata ricca di soddisfazioni.

#### La vittoria in Coppa Intertoto UEFA
La quarta stagione sotto la guida di Cosmi si aprì, nell'estate del 2003, con la vittoria europea di quella Coppa Intertoto UEFA arrivata a Perugia al quarto tentativo dell'era Gaucci. La compagine biancorossa ebbe la meglio nella doppia finale sui tedeschi del Wolfsburg, battuti in entrambe le partite, per quello che rimane il primo e fin qui unico trofeo confederale conseguito dalla squadra biancorossa nonché, allo stesso tempo, la prima affermazione del genere per una formazione calcistica dell'Umbria. Con questo successo i grifoni si guadagnarono inoltre un posto nella successiva Coppa UEFA, la seconda manifestazione continentale per club, in cui raggiunsero i sedicesimi di finale prima di venir eliminati dai più titolati olandesi del PSV.

Il Perugia della stagione 2003-2004, apertasi con la vittoria della Coppa Intertoto UEFA ma conclusasi con la retrocessione in Serie B.

Inversamente, meno fortunato e più problematico fu il percorso in campionato, che vide il Perugia refrattario alla vittoria per tutto il girone di andata. Al termine della tornata di ritorno i biancorossi riuscirono tuttavia a raggiungere in extremis il quart'ultimo posto, che quell'anno dava accesso a un particolare spareggio interdivisionale contro la sesta classificata della serie cadetta, la Fiorentina: ad avere la meglio fu proprio la squadra viola, che guadagnò così la massima categoria a spese dei grifoni. Dopo sei anni il Perugia ricadde in Serie B, si concluse l'era Cosmi e ben presto si concluderà anche la lunga epoca dei Gaucci.

#### La fine di un ciclo
Nell'anno del centenario la squadra fu affidata a Stefano Colantuono, con l'obiettivo di puntare all'immediato ritorno in Serie A; al termine della stagione, nonostante il terzo posto e la qualificazione ai play-off per la promozione in massima categoria, in pochi giorni il Perugia prima perse la finale contro il Torino per l'approdo in A, e poi venne escluso dal successivo campionato di Serie B dalla giustizia sportiva per problemi economici.
Con la famiglia Gaucci ormai fuori dai giochi, grazie al Lodo Petrucci il club riuscì a iscriversi al successivo campionato di Serie C1 sotto una nuova amministrazione societaria, capeggiata da Vincenzo Silvestrini e denominata Perugia Calcio. La stagione 2005-2006, di fatto di ricostruzione, si chiuse al sesto posto, posizione poi bissata l'anno successivo fallendo tuttavia l'obiettivo prefissato dei play-off. Il Perugia ritentò la scalata verso la promozione nel 2007-2008, quando col quinto posto nel girone ottenne stavolta l'accesso ai play-off, da cui tuttavia la formazione di Antonello Cuccureddu uscì sconfitta per mano dell'Ancona, qualificato in virtù del miglior piazzamento conseguito in stagione.
Ne seguì un'annata difficile, costellata da quattro cambi di guida tecnica in cui finì anche l'ex grifone degli anni 1980, Giovanni Pagliari, e che nonostante l'ottavo posto in graduatoria possa trarre in inganno, nella realtà trascinarono con fatica i biancorossi verso una salvezza ottenuta solo all'ultima giornata.
Il torneo 2009-2010 non iniziò sotto i migliori auspici, dopo che la dirigenza riuscì a regolarizzare l'iscrizione della squadra a fronte di un iniziale rifiuto. Al termine di un campionato senza infamia e senza lode, concluso a un anonimo undicesimo posto, emersero gravi problemi finanziari in seno alla società biancorossa, al punto che il Tribunale di Perugia accolse l'istanza di fallimento presentata da alcuni creditori. Nel luglio seguente venne revocata l'affiliazione alla squadra perugina, scomparsa per la seconda volta nell'arco di un lustro: nuovamente declassati pur senza essere retrocessi sul campo, per poter dare un seguito alla loro storia i biancorossi furono costretti a ripartire dai dilettanti.

### Anni 2010
Il 12 luglio 2010 una cordata capitanata dall'imprenditore Roberto Damaschi portò alla nascita della nuova società calcistica della città, l'Associazione Sportiva Dilettantistica Perugia Calcio, che s'iscrisse alla Serie D. Allenati da Pierfrancesco Battistini, nella stagione 2010-2011 i grifoni vinsero agevolmente il girone E della massima categoria dilettantistica con tre giornate d'anticipo, sopravanzando il Castel Rigone e tornando così tra i professionisti. A corollario di una stagione di successi, pochi giorni dopo la squadra si assicurò anche la Coppa Italia di Serie D sconfiggendo in finale la Turris. A fine anno il Perugia partecipò inoltre alla poule nazionale del campionato, arrivando a giocarsi in finale la conquista dello scudetto di categoria, che però andò appannaggio del Cuneo.

#### Il ritorno tra i professionisti

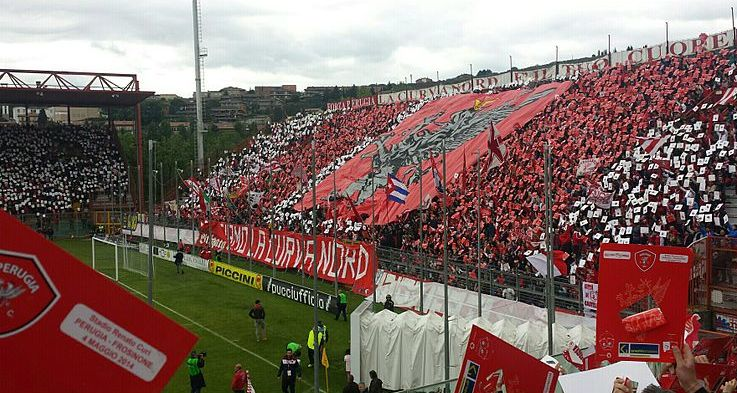
I supporter biancorossi gremiscono la curva Nord dello stadio Curi il 4 maggio 2014, prima dell'ultima partita di campionato contro il Frosinone: il successo nello scontro diretto (1-0) ha dato al Perugia la vittoria del torneo di Prima Divisione e la promozione, dopo nove anni, in Serie B.

Con l'approdo nel calcio professionistico la società cambiò denominazione, acquisendo il nome di Associazione Calcistica Perugia Calcio. Il 2011-2012 vide i biancorossi primeggiare nel girone B della Seconda Divisione, pur se all'inizio del 2012 irruppe l'ennesimo riassetto societario degli ultimi anni, con Damaschi che uscì di scena in favore dei soci di minoranza Giovanni Moneti e Massimiliano Santopadre. L'undici perugino raggiunse con due giornate d'anticipo la promozione, la seconda consecutiva, in Prima Divisione; al termine dell'annata arrivò anche il trionfo nella Supercoppa di Seconda Divisione ai danni del Treviso.
La stagione seguente, seppur iniziata in maniera altalenante – tanto da portare all'esonero del tecnico della risalita, Battistini, in favore dell'ex grifone Andrea Camplone – si chiuse con il secondo posto nel girone B di Prima Divisione, a due punti dalla capolista Avellino; ai play-off, il sogno della promozione s'interruppe in semifinale, dove gli umbri vennero eliminati dal Pisa. Sul finire del torneo venne intanto ufficializzato il nuovo assetto societario del club, con Santopadre ormai divenuto unico socio di maggioranza.
Dodici mesi dopo, quella promozione sfuggita l'anno prima venne centrata. Dopo una corsa a tre con Frosinone e Lecce, gli uomini di Camplone vinsero in volata il girone B e conquistarono l'accesso diretto in Serie B: all'ultimo turno, nello scontro diretto coi laziali al Curi, Marco Moscati segnò il gol che permise al Perugia di ritornare in Serie B, dopo nove stagioni e due fallimenti; per i biancorossi fu la terza promozione nello spazio di quattro anni. A fine torneo la formazione umbra sollevò inoltre la Supercoppa di Prima Divisione, messa in bacheca a spese della Virtus Entella; il Perugia diventò la prima squadra a fare proprie entrambe le Supercoppe della Lega Pro.

### Anni 2020
Dopo sei stagioni consecutive in Serie B, di cui quattro conclusesi in zona play-off, al termine del campionato 2019-2020 la compagine umbra retrocesse in Serie C dopo aver perso ai tiri di rigore il play-out. La permanenza in terza serie durò solo un anno: già nella stagione successiva il Perugia, affidato a Fabio Caserta, vince la stagione regolare primeggiando nel girone B della Serie C, avendo chiuso il campionato a pari punti con il Padova ma trovandosi in vantaggio per la differenza reti negli scontri diretti, ottenendo così l'immediato ritorno tra i cadetti. Stavolta la permanenza in B durò un biennio, prima di una nuova retrocessione in C.
All'inizio della stagione 2024-2025 si conclude dopo dodici anni l'era Santopadre, con la società biancorossa che per la prima volta nella sua storia passa sotto una proprietà non italiana, quella dell'argentino Javier Faroni.

## Colori e simboli

### Colori
(Paolo Valenti, Perugia in A, 1975)

Gli spalti del vecchio Santa Giuliana colorati di biancorosso nel giugno 1975, in occasione dello storico approdo dei grifoni in Serie A.

Non vi è certezza su quali siano stati i colori sociali della prima società calcistica di Perugia, la Braccio Fortebraccio. Probabile che la compagine sfoggiasse nel 1901 una divisa composta da una maglia a bande verticali bianche e nere, abbinata a pantaloncini e calzettoni di colore nero o bianco (era questo l'accostamento cromatico maggiormente in voga tra i club italiani agli albori della disciplina), e che rimase tale anche dopo la fusione con la Libertas nel 1905 e la conseguente nascita dell'Associazione Calcio Perugia. Nel 1921, con il reintegro dei soci della Società Sportiva Libertas e un primo cambio di denominazione del club in Società Sportiva Perugia, la squadra acquisì i colori sociali oggi noti, ovvero il rosso e, in misura minore, il bianco – gli stessi della città umbra –, da cui il soprannome di "biancorossi"; tuttavia è da notare come, forse a causa della particolare gradazione di rosso adottata, financo ai primi anni 1970 non era infrequente che la stampa identificasse il sodalizio perugino con l'aggettivo «granata».
La tradizionale maglia della formazione umbra è storicamente a predominanza rossa – talvolta con colletto e bordini delle maniche, o altri inserti, in bianco –, abbinata a dei pantaloncini bianchi con dettagli rossi e a dei calzettoni rossi con finiture bianche; soltanto a metà degli anni 1920 ci fu una significativa variazione, quando la squadra disputò stabilmente alcune stagioni indossando una maglia a righe verticali bianche e rosse. Questo completo biancorosso, salvo le piccole modifiche e variazioni da una stagione all'altra, è la classica divisa da gioco con cui il club perugino scende in campo. Tuttavia, non è affatto infrequente vedere la squadra giocare partite con una casacca uniforme cromaticamente, cioè coi pantaloncini bianchi soppiantati da quelli rossi; in alcune stagioni, soprattutto a cavallo degli anni 1980 e 1990, questo abbinamento monocromatico è divenuto quello fisso della prima divisa ufficiale.

La classica divisa di cortesia del Perugia, bianca con bordini rossi, qui nella versione della stagione 1977-1978, con il solo grifone a svettare sul petto.

Nella storia del club, la divisa per antonomasia rimane quella del Perugia dei miracoli della stagione 1978-1979. Gli ottimi risultati sportivi raggiunti dal Perugia con quella casacca, i migliori della storia dei grifoni, hanno fatto sì che questa uniforme di fine anni 1970 rimanesse nell'immaginario collettivo dei tifosi perugini, tanto che nei decenni successivi è stata spesso riproposta come maglia-speciale in occasione di importanti sfide e celebrazioni.
Vista la predominanza del colore rosso nel completo casalingo, la divisa da trasferta è invece tradizionalmente a tinte invertite, cioè con maglia bianca, pantaloncini rossi o anche loro pure bianchi, e calzettoni della medesima tinta. In generale, nel corso della sua centenaria storia il Perugia ha utilizzato in maniera minore come casacche di riserva anche maglie blu, grigie, nere o gialle.

### Simboli ufficiali

#### Stemma
(Gabriele D'Annunzio, Le città del silenzio, III)
Simbolo per antonomasia del Perugia è invece il grifone – da cui il soprannome di "grifoni" –, figura araldica storicamente legata alla città perugina, dove compare sullo stemma comunale, e dov'è oggetto di statue e incisioni su edifici e monumenti del capoluogo umbro.
La base di partenza per lo stemma canonico del Perugia vide la luce all'inizio degli anni 1930, quando debuttò un primo marchio identificativo del club: uno scudetto rosso, con al suo interno un grifone in posizione rampante; questo stemma venne cucito subito anche sulle maglie biancorosse, all'altezza del cuore. In successive evoluzioni, la parte superiore dello scudetto iniziò a essere disegnata a punta, caratteristica che permane e caratterizza lo stemma perugino ancora oggi.
Da notare poi come spesso, soprattutto dalla fine degli anni 1970 ai primi dei 1990, sulle divise da gioco del Perugia sia stato posizionato unicamente il grifone rampante, libero da scudetti e senza altri fronzoli, inserito anch'esso sulla parte sinistra del petto. Solo nel 1996, in occasione della prima promozione in Serie A della gestione Gaucci, si decise di riportare uno stemma canonico sulle maglie biancorosse, che dall'anno successivo è stato ridisegnato nella versione che, al di là di alcuni ritocchi, attualmente è ancora in uso: uno scudetto rosso, con lato superiore a punta e completato dalla dicitura A.C. PERUGIA 1905, all'interno del quale il grifone rampante è assoluto protagonista.

Stemma utilizzato nella stagione 1991-1992.
Stemma utilizzato dal 1997 al 2005.
Stemma utilizzato dal 2005 al 2009.
Stemma utilizzato nella stagione 2009-2010.
Stemma in uso dalla stagione 2010-2011.

#### Inno
L'inno ufficiale della squadra è Alè Perugia. Negli anni 1970 la formazione biancorossa ha avuto dedicate altre canzoni, tra cui La danza dei grifoni di Lilly e Riky, musicata dall'Orchestra e Coro Unione Musicisti (1974), e Forza Perugia!!! di Giancarlo Guardabassi (1975), lanciata in occasione della prima promozione in Serie A. Inoltre, durante la sua unica stagione al Perugia, il giocatore Paolo Rossi registrò il singolo Domenica, alle tre (1980).

#### Mascotte
Nella stagione 1998-1999 il club creò per la prima volta una sua mascotte ufficiale, Pegrì '78, un grande grifone con indosso la divisa da gioco biancorossa; il nome è la crasi delle parole «Perugia» e «Grifo», mentre il «'78» è riferito alla storica annata 1978-1979, quella dell'imbattibilità. Pegrì cadde nel dimenticatoio con gli anni 2000, prima di essere rispolverato dalla società nella stagione 2018-2019.

## Strutture

### Stadio

L'antico campo di Piazza d'armi, sede degli incontri del club biancorosso dall'inizio del XX secolo sino al 1937.

Nei suoi primi anni di attività il Perugia non aveva un vero e proprio impianto sportivo dove giocare e allenarsi, disputando così i suoi incontri casalinghi al campo di Piazza d'armi; a dispetto del nome, quello che era noto ai più come il Piazzone della città era in realtà solo l'ormai scomparsa piazza d'armi perugina (l'attuale piazza Partigiani), che veniva adibita alla buona come un campo da calcio.
Sebbene fin dal 1912 fosse sorto un comitato volto a promuovere la costruzione di uno stadio cittadino per il calcio, è solo nel 1937 che vide la luce un catino prettamente dedicato all'attività, il Santa Giuliana, piccolo impianto eretto nel centro storico della città, e che prende il nome dall'omonima chiesa presente a poca distanza.
Nel 1975, dopo la prima promozione assoluta in massima serie dei grifoni, si decise la costruzione di un nuovo stadio per la squadra, vista la sopraggiunta inadeguatezza del vecchio Santa Giuliana per gli standard della Serie A, sia a livello di posti che di accessibilità. Nell'arco di una sola estate venne così eretto un nuovo impianto da circa 30.000 posti, senza pista d'atletica (presente invece al Santa Giuliana), nella zona periferica di Pian di Massiano, che prese per l'appunto il nome di Comunale di Pian di Massiano.

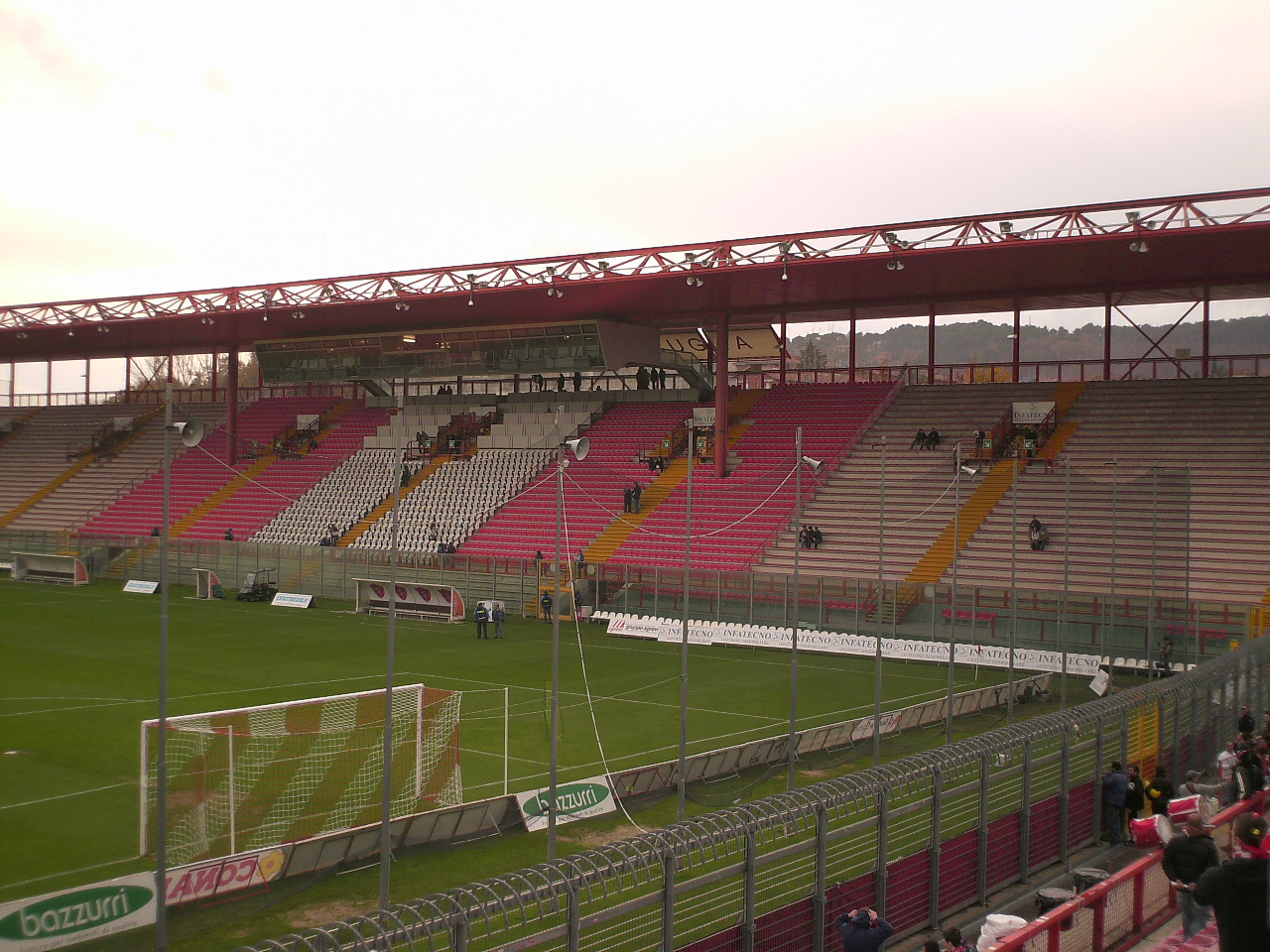
Lo stadio Renato Curi, già Comunale di Pian di Massiano, dal 1975 è l'impianto casalingo dei grifoni.

Lo stadio – progettato da Luigi Corradi e realizzato dalle ditte dell'ex presidente Spartaco Ghini – venne costruito a tempo di record, in quattro mesi, grazie all'utilizzo di molti elementi prefabbricati. Il giorno della sua inaugurazione, avvenuta il 5 ottobre 1975 in occasione della partita d'esordio in Serie A dei grifoni contro il Milan (0-0), il nuovo impianto era ancora privo della curva Sud, eretta alla fine del decennio. Al suo completamento, il Comunale di Pian di Massiano era un piccolo catino da 28.000 posti, con la sola tribuna centrale coperta e il pubblico molto vicino al campo.
Il 30 ottobre 1977, nel corso della sfida di campionato Perugia-Juventus (0-0), il centrocampista biancorosso Renato Curi morì su questo campo a causa di un improvviso arresto cardiaco, all'età di 24 anni; poche settimane dopo questa tragedia, il 27 novembre 1977, l'impianto venne intitolato al calciatore diventando così lo stadio Renato Curi, nome che mantiene ancora oggi. Nel settembre 2007, il Comune di Perugia ha dedicato allo storico presidente Franco D'Attoma il viale della struttura che porta alla curva Nord, quella dei tifosi perugini; nell'agosto 2013, lo stesso Comune ha intitolato il piazzale antistante l'ingresso del Curi all'ex giocatore e allenatore biancorosso Guido Mazzetti.

### Centro di allenamento

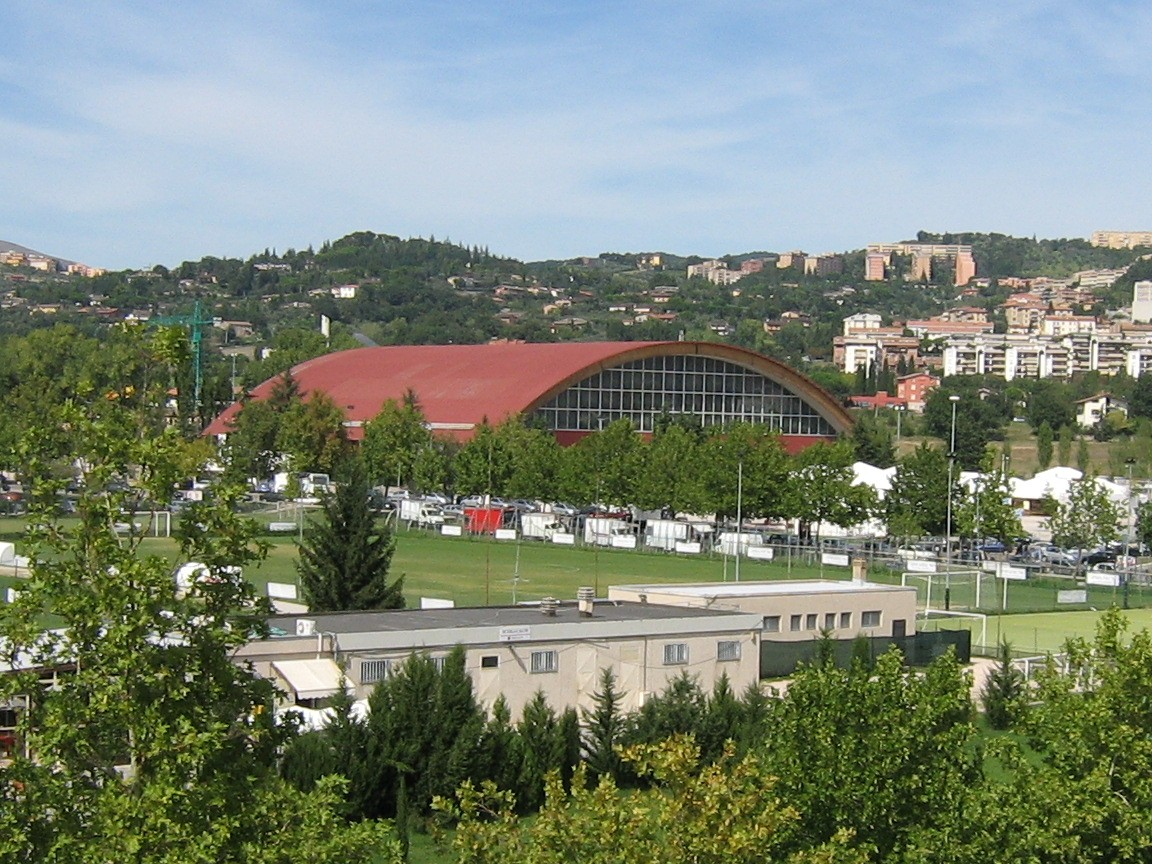
Panoramica dei campi e delle strutture d'allenamento della squadra a Pian di Massiano (2007).

Il Perugia svolge le sue sedute di allenamento nel centro sportivo di Pian di Massiano, nei pressi dello stadio Curi. Privo per decenni di un vero e proprio nome, tanto che vi si faceva riferimento semplicemente come "antistadio", dal 2 dicembre 2021 è stato intitolato alla memoria di Paolo Rossi, ex calciatore biancorosso scomparso l'anno precedente.

## Società
L'Associazione Calcistica Perugia Calcio è stata rifondata nel 2010, sotto il nome di Associazione Sportiva Dilettantistica Perugia Calcio, come una società a responsabilità limitata. Dal 7 settembre 2024 l'imprenditore argentino Javier Faroni detiene il 100% delle quote della società.

### Organigramma societario
Organigramma aggiornato al 7 settembre 2024.
- Javier Faroni - Presidente
- Dott. Stefano Cruciani - Vicepresidente con delega amministrativa-finanziaria
- Mauro Lucarini - Vicepresidente con delega Academy e Scuola Calcio
- Jacopo Giugliarelli - Direttore sportivo
- Eleonora Massetti - Segretario sportivo/generale
- Massimiliano Rossi - Team Manager
- Dott. Valentino Fronduti - Responsabile Marketing
- Dott. Francesco Baldoni - Responsabile Ufficio Stampa e Social Media Manager

### Sponsor
| Cronologia degli sponsor tecnici - 1978-1981 Umbro - 1981-1985 NR - 1985-1988 Torello Sport - 1988-1989 TAN Sport - 1989-1993 2T Sport - 1993-1995 Ellesse - 1995-2005 Galex - 2005-2008 Nike - 2008-2010 Umbro - 2010-2011 Puma - 2011-2012 Puma / Tecnosport - 2012- Frankie Garage Sport |

### Settore giovanile

Fabrizio Ravanelli, perugino di nascita, ha iniziato e chiuso la carriera col club biancorosso.

In campo giovanile il Perugia ha vissuto i suoi momenti migliori a metà degli anni 1990, quando i ragazzi allenati da Diego Giannattasio arrivarono per tre volte consecutive all'ultimo atto del Campionato Primavera. Se la prima finale assoluta, quella del 1994-1995, vide una sconfitta per mano della Lazio, i grifoncelli si rifecero con le edizioni del 1995-1996 e 1996-1997, conquistando il titolo nazionale in entrambe le occasioni. Tra i protagonisti di queste affermazioni c'erano un giovane Gennaro Gattuso, autore di un gol nella finale del '96 ed eletto miglior giocatore in quella del '97, assieme ad altri futuri calciatori della Serie A come Cristiano Lucarelli, Marco Storari e Davide Baiocco; in precedenza, negli anni 1980, dal vivaio biancorosso era uscito anche un altro nome famoso del calcio italiano e internazionale, Fabrizio Ravanelli, cresciuto calcisticamente vestendo i colori della squadra della sua città.
Il palmarès giovanile del Perugia vanta inoltre a livello nazionale un Campionato De Martino di Serie C, vinto nella stagione 1964-1965, e un Campionato Berretti sempre di C, fatto proprio nell'annata 2006-2007 dopo aver battuto in finale i pari età del Padova. In campo internazionale annovera un secondo posto, nel 1979, e due terzi, nel 1977 e 2002, al Torneo di Viareggio, assieme a un'altra semifinale raggiunta nel 1995, oltre a tre vittorie, nel 2003, 2004 e 2015, al Torneo Rocco.
Sempre nell'ambito del calcio giovanile, da non dimenticare quanto era avvenuto nel 1950, quando l'imprenditore e sportivo Lino Spagnoli – poi futuro presidente del club alla fine del decennio seguente – aveva fondato la Grifo. Si trattava di un vivaio che di fatto divenne, per importanza, il secondo sodalizio calcistico cittadino e che, pur non essendo direttamente collegato al Perugia, questo vi attingerà sovente negli anni a venire, fungendo quindi da bacino di giovani calciatori per la più famosa società biancorossa.

Un giovane Gennaro Gattuso è stato fra i protagonisti nei successi dei grifoncelli nei Campionati Primavera del 1996 e 1997.

La scuola calcio della squadra umbra, rifondata nel 2012 sotto la guida dell'ex biancorosso Roberto Goretti e da allora denominata "A.C. Perugia Football Academy", in precedenza era stata per anni sotto la responsabilità della bandiera del Perugia dei miracoli Franco Vannini, che della nuova struttura mantiene il ruolo di testimonial. Una ulteriore riforma del vivaio perugino si è avuta a partire dal 2016, quando, sotto la guida del dirigente Jacopo Giugliarelli, sono state apportate modifiche significative al modus operandi dell'area di scouting e del settore tecnico, prendendo a modello in primis il vivaio dell'Ajax e ponendosi l'obiettivo di divenire il fulcro dell'intero movimento calcistico giovanile umbro.
La Football Academy vanta oltre 130 affiliazioni da parte di scuole calcio e società calcistiche minori, sia del panorama nazionale, in special modo umbro, e in generale del Centro e Sud Italia, sia internazionale, nello specifico con diversi centri presenti in Giappone.

### Sezione femminile
Nell'estate 2018 la società ha costituito la propria sezione femminile, dopo aver rilevato il titolo sportivo dalla Grifo Perugia. La neonata formazione debutta nel campionato di Serie C, ottenendo nel 2019 la promozione in Serie B. Il Perugia Femminile vanta anche un proprio settore giovanile, che nella stagione 2018-2019 ha raggiunto la vittoria dello scudetto Juniores.

## Diffusione nella cultura di massa
Pur nella sua piccola realtà di "provinciale" del calcio italiano, durante il corso della sua storia il Perugia ha avuto modo di lasciare alcune tracce nella cultura di massa calcistica e non. Ciò è avvenuto soprattutto dalla metà degli anni 1970 in poi, in coincidenza con l'approdo dei grifoni nel calcio di primo piano.
Nell'autunno 1976, nell'ambito di una serie di copertine speciali realizzate dal libretto Topolino e dedicate alle formazioni dell'allora massima serie italiana, il club biancorosso venne omaggiato nell'albo n. 1100 del 26 dicembre. Nella copertina, è raffigurato il personaggio Disney dell'inventore Archimede Pitagorico con indosso la divisa perugina, affiancato dall'animale simbolo della formazione, un grifone in una particolare versione robotica; è presente anche l'aiutante di Archimede, la lampadina Edi, a sua volta alle prese con un piccolo grifo robotico.
Sempre nel settore cartaceo, dello stesso anno fu una singolare iniziativa editoriale portata avanti dalla società umbra. Il 31 ottobre del '76 vide la luce il quindicinale Fuorigioco, rivista ufficiale del club, in vendita nelle edicole della città perugina. La particolarità di questo prodotto – che la rese un unicum nel panorama calcistico nazionale – risiedeva nel fatto che, a differenza di pubblicazioni similari curate dalle altre squadre italiane, la redazione di Fuorigioco era composta dagli stessi giocatori e dirigenti del club biancorosso (cui presto si unirono anche le rispettive mogli e fidanzate), che in prima persona scrivevano i pezzi e curavano la parte fotografica. L'esperimento editoriale durò due stagioni, terminando con l'ultimo numero del 7 maggio 1978. In campo letterario le succitate vicende del Perugia dei miracoli si dipanano inoltre, assieme ad altri eventi sportivi e non dell'Italia del tempo, nel romanzo Fútbol Bailado del 2004 di Alberto Garlini, all'interno del quale, mescolando realtà e fantasia, emerge tra i protagonisti il fittizio calciatore Francesco Ferrari e i suoi effimeri successi con la maglia biancorossa.

Nando Martellini, tra i tifosi più in vista dei grifoni, mentre viene premiato dal presidente biancorosso Franco D'Attoma. Così ebbe a dire il cronista sportivo, circa la sua passione calcistica: «perché il Perugia, mi chiedono tutti, osservando che non c'è nulla di umbro nella mia posizione anagrafica? Perché la sorte mi toccò, a diciotto anni, di studiare a Perugia».

Sul finire del XX secolo il Perugia ottenne risonanza mondiale per l'ingaggio e le prestazioni in maglia biancorossa di Hidetoshi Nakata. Sulla scia di questo interesse mediatico, nel 1998 dapprima venne dato alle stampe il fumetto Nagano, ispirato alla squadra biancorossa dell'epoca – con nomi e fisionomie che richiamavano quelle dei veri grifoni – e rivolto al pubblico del Sol Levante, e poi lo stesso Nakata, con indosso la maglia perugina, apparve sulla copertina dell'edizione giapponese del videogioco FIFA 99.
Sempre nei primi anni 2000, in ambito televisivo il club ebbe una certa notorietà sul versante umoristico grazie alle imitazioni dell'allenatore e del patron dell'epoca, Serse Cosmi e Luciano Gaucci, realizzate rispettivamente da Maurizio Crozza e Max Giusti, e proposte all'interno dei programmi Mai dire Gol e Quelli che... il calcio; in particolare, uno dei tormentoni attribuiti da Crozza a Cosmi – «Liveraaaniiii... se me sbaji er crosse, te spezzo la gamba!» – ottenne tale eco da entrare nel linguaggio comune del tempo, venendo ripreso scherzosamente dallo stesso tecnico perugino.
Infine, il Perugia fu la squadra preferita di Alberto Burri, tra i maggiori protagonisti della scena artistica del XX secolo, che vedeva nel calcio «un'espressione di arte» tanto da cimentarsi sul grifone rosso simbolo della squadra, nonché di Nando Martellini, uno dei più noti e autorevoli giornalisti sportivi italiani del Novecento, per una passione maturata durante gli anni universitari trascorsi nel capoluogo umbro; così scrisse Martellini nel 1975, in occasione dello storico approdo dei biancorossi nella massima categoria: «il Perugia in Serie A arriva a modificare persino la mia posizione professionale! [...] La domenica mi troverò a descrivere anche le partite del mio Perugia. Non sarà facile: non so immaginare come si può lavorare in diretta contesi fra la necessaria obiettività e il desiderio di veder prevalere chi amiamo».

## Allenatori e presidenti

### Allenatori

András Kuttik, tecnico della prima promozione in Serie B nel 1933.

Sulla panchina del Perugia si sono avvicendati oltre una cinquantina di allenatori, sia italiani che di nazionalità straniera. Nel suo primo ventennio di vita, il club non ebbe una tale figura nel suo organico: il primo tecnico biancorosso, Emerich Hermann, arrivò nel 1929, chiamato in Umbria nel momento di massimo splendore della "scuola danubiana".
Tra le più importanti parentesi tecniche del club, nella prima metà degli anni 1930 ci furono quelle di András Kuttik (1932-1933) e Cesare Migliorini (1933-1935); il primo portò per la prima volta i grifoni in Serie B, mentre il secondo raggiunse l'apice del primo ciclo vincente della storia perugina, sfiorando l'approdo in massima categoria. Non possono essere dimenticate le varie epoche di Ilario Castagner, ricordato soprattutto per essere stato alla guida di quella squadra "dei miracoli" che, nel corso degli anni 1970, ottenne la prima promozione in Serie A e il secondo posto in massima categoria – miglior piazzamento assoluto del club nei campionati nazionali, con annesso record d'imbattibilità. Serse Cosmi, nel 2003, ha portato il Perugia dapprima al miglior risultato di sempre in Coppa Italia raggiungendo le semifinali, e poi alla fin qui unica vittoria di un trofeo dell'UEFA, l'Intertoto.
Il più longevo allenatore dei grifoni è Guido Mazzetti il quale, a periodi alterni, ricoprì l'incarico per quattordici stagioni dal 1950 al 1972. Di rilievo anche le guide tecniche di Mario Malatesta negli anni 1940, Mario Colautti negli anni 1980, Pierfrancesco Battistini e Andrea Camplone negli anni 2010 e Fabio Caserta negli anni 2020, tutti vincitori di campionati o trofei nazionali durante la loro militanza perugina. In ambito confederale, Castagner e Cosmi sono invece i soli ad aver guidato i grifoni in una delle principali competizioni continentali, la Coppa UEFA.

### Presidenti

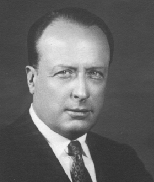
Romeo Gallenga Stuart, il primo presidente nella storia del Perugia.

In oltre un secolo di storia societaria, alla guida del Perugia si sono avvicendati trenta presidenti. Il primo numero uno biancorosso fu Romeo Gallenga Stuart; le più importanti presidenze nella storia del club rimangono quella di Franco D'Attoma (1974-1983) – legata alla prima promozione assoluta della squadra in Serie A nel 1975, e al cosiddetto Perugia dei miracoli di fine anni 1970 – e di Luciano Gaucci (1991-2004) – durante la quale il Perugia vinse il suo primo e finora unico trofeo confederale, la Coppa Intertoto UEFA.
Il presidente più longevo è stato Tiberio Rossi Scotti, che ricoprì ininterrottamente l'incarico per ventidue anni, dal 1922 al 1944; importanti anche le brevi presidenze di Giorgio Bottelli e Giacobbe Preziotti – che ricostruirono la società dopo la seconda guerra mondiale – e di Lino Spagnoli (1966-1970) – già fondatore del vivaio di giovani calciatori Grifo negli anni 1950, il quale diede nuovo impulso alla squadra riportandola in Serie B, dopo anni di anonimato in IV Serie.

## Calciatori

### Contributo alle nazionali di calcio

Tiberino Ansidei, primo azzurro nella storia dei grifoni.

Nella sua storia centenaria, il Perugia ha avuto modo di dare saltuariamente il suo contributo alle varie rappresentative nazionali, nonostante la sua piccola dimensione di "provinciale". In campo tricolore, il primo grifone a vestire la maglia azzurra è stato il portiere Tiberino Ansidei, convocato nel 1936 nella Nazionale universitaria. Quarant'anni più tardi, gli ottimi risultati del Perugia dei miracoli di fine anni 1970 posero l'attenzione su Salvatore Bagni, che esordì in Nazionale A al Mundialito dopo essere già stato punto fermo dell'Under-21; nel frattempo nella stagione 1979-1980, l'unica giocata in biancorosso, Paolo Rossi continuò a essere l'attaccante titolare della nazionale maggiore (fino alla squalifica per lo scandalo Totonero). Federico Giunti collezionò nel 1996 il suo unico gettone in Nazionale A, con cui Fabio Liverani e Fabrizio Miccoli debuttarono rispettivamente nel 2001 e nel 2003. Durante la loro militanza in Umbria hanno inoltre esordito in azzurro due futuri protagonisti del trionfo al campionato del mondo 2006, Marco Materazzi (2001) e Fabio Grosso (2003).
Per quanto concerne le nazionali italiane giovanili, tra gli anni 1970 e 1980 inanellarono varie presenze nell'U-21 Celeste Pin e Daniele Tacconi, con l'ultimo che partecipò anche al campionato europeo di categoria del 1980; otto anni dopo toccò poi a Fabrizio Ravanelli esordire in azzurro con la prima convocazione nell'U-21 di Serie C. A metà degli anni 1990 Gennaro Gattuso giocò con l'Under-18, disputando poi l'Europeo U-19 chiuso al secondo posto, mentre Roberto Goretti vestì varie volte la maglia dell'U-21, fregiandosi poi con l'Under-23 della medaglia d'oro ai Giochi del Mediterraneo del 1997 (pur non scendendo in campo nell'occasione neanche per una partita). Alla fine del decennio Cristian Bucchi timbrò qualche presenza nell'U-21, mentre nel 2000 Claudio Rivalta fece parte della vittoriosa spedizione degli Azzurrini al campionato europeo U-21 (non giocando tuttavia neanche un minuto).

Paolo Rossi, bomber dell'Italia che ha vestito in carriera anche la casacca perugina.

All'inizio del XXI secolo Manuele Blasi vestì le maglie dell'Under-20 e dell'U-21, nel primo caso assieme a Emanuele Berrettoni e nel secondo con Fabio Gatti. Gli anni 2010 hanno visto Kevin Marconi far parte dell'Under-18 di Lega Pro, Matteo Liviero, Matteo Politano e Andrea Conti scendere in campo con l'Under-20, mentre Daniel Ciofani e Alessio Moneti sono stati convocati nella Nazionale universitaria.
Per quanto riguarda le compagini nazionali straniere, a lungo la squadra perugina non ha utilizzato, salvo rare eccezioni, giocatori provenienti dall'estero – anche per un contemporaneo divieto della Federazione all'ingaggio di calciatori non italiani, in essere dal 1966 al 1980. Con l'arrivo di Luciano Gaucci, dalla metà degli anni 1990 fino alla fine della sua era, iniziò un'opera di scouting che portò in Umbria diversi calciatori stranieri provenienti da tutto il mondo, molti dei quali già nelle rose delle rispettive Nazionali.
Durante la loro permanenza a Perugia, vestirono la maglie delle loro rappresentative giocatori come Željko Kalac dell'Australia, Müller e Zé Maria del Brasile, Héctor Tapia del Cile, Ma Mingyu della Cina, Milan Rapaić della Croazia, Iván Kaviedes dell'Ecuador, Traïanos Dellas, Zīsīs Vryzas e Dīmītrīs Nalitzīs della Grecia, Rahman Rezaei e Ali Samereh dell'Iran, Souleymane Diamoutene del Mali, Christian Obodo della Nigeria, Petter Rudi della Norvegia, Paul Codrea della Romania, Dmitrij Aleničev della Russia, Ferdinand Coly del Senegal, Aleksandar Kocić della Serbia, e Fabián O'Neill e Marcelo Zalayeta dell'Uruguay. Il nazionale straniero più famoso ad aver vestito la casacca dei grifoni rimane Hidetoshi Nakata del Giappone, l'unico biancorosso a essere stato candidato al Pallone d'oro. Ahn Jung-hwan divenne altresì famoso per il golden gol che estromise l'Italia dal campionato del mondo 2002, dove con la sua Corea del Sud arrivò poi al quarto posto, mentre Jamal Alioui è stato finalista nel 2004 alla Coppa delle Nazioni Africane col Marocco.

## Palmarès

### Competizioni internazionali
- Coppa Intertoto UEFA: 1  (record italiano condiviso con Bologna, Juventus, Udinese)

2003

### Competizioni nazionali
- Campionato italiano di Serie B: 1

1974-1975

### Competizioni giovanili
- Campionato Primavera: 2

1995-1996; 1996-1997
- Campionato De Martino: 1

1964-1965 (Serie C)
- Campionato Nazionale Dante Berretti: 1

2006-2007 (Serie C)
- Torneo Internazionale Nereo Rocco: 3

2003, 2004, 2015

### Altre competizioni
- Supercoppa di Lega di Prima Divisione: 1

2014
- Prima Divisione: 1

1932-1933 (girone finale A)
- Campionato italiano Serie C: 3

1945-1946 (girone B Centro-Sud); 1966-1967 (girone B); 2020-2021 (girone B)
- Campionato italiano Serie C1: 1

1993-1994 (girone B)
- Lega Pro Prima Divisione: 1

2013-2014 (girone B)
- Supercoppa di Lega di Seconda Divisione: 1

2012
- Campionato italiano Serie C2: 1

1987-1988 (girone C)
- Lega Pro Seconda Divisione: 1

2011-2012 (girone B)
- Coppa Italia Serie D: 1

2010-2011
- Campionato italiano Serie D: 1

2010-2011 (girone E)
- Campionato italiano di terza divisione: 1

1929-1930 (girone umbro)
- Coppa d'Estate: 1

1978

## Statistiche e record

### Partecipazione ai campionati
| Livello | Categoria                  | Partecipazioni | Debutto   | Ultima stagione | Totale |
| ------- | -------------------------- | -------------- | --------- | --------------- | ------ |
| 1º      | Serie A                    | 13             | 1975-1976 | 2003-2004       | 13     |
| 2º      | Serie B                    | 29             | 1933-1934 | 2022-2023       | 29     |
| 3º      | Seconda Divisione          | 2              | 1926-1927 | 1927-1928       | 37     |
| 3º      | Prima Divisione            | 3              | 1930-1931 | 1932-1933       | 37     |
| 3º      | Serie C                    | 19             | 1938-1939 | 2024-2025       | 37     |
| 3º      | Serie C1                   | 9              | 1988-1989 | 2007-2008       | 37     |
| 3º      | Lega Pro Prima Divisione   | 4              | 2008-2009 | 2013-2014       | 37     |
| 4º      | Promozione                 | 1              | 1951-1952 | 1951-1952       | 11     |
| 4º      | IV Serie                   | 5              | 1952-1953 | 1956-1957       | 11     |
| 4º      | Campionato Interregionale  | 2              | 1957-1958 | 1958-1959       | 11     |
| 4º      | Serie C2                   | 2              | 1986-1987 | 1987-1988       | 11     |
| 4º      | Lega Pro Seconda Divisione | 1              | 2011-2012 | 2011-2012       | 11     |
| 5º      | Serie D                    | 1              | 2010-2011 | 2010-2011       | 1      |

87 stagioni sportive disputate a livello nazionale a partire dall'esordio nel Direttorio Divisioni Inferiori Sud. In più di un'occasione, prima della seconda guerra mondiale, il Perugia si ritirò dai tornei regionali per difficoltà finanziarie.

### Partecipazione alle competizioni UEFA
| Competizione UEFA    | Partecipazioni | Debutto   | Ultima stagione | Totale |
| -------------------- | -------------- | --------- | --------------- | ------ |
| Coppa UEFA           | 2              | 1979-1980 | 2003-2004       | 6      |
| Coppa Intertoto UEFA | 4              | 1999      | 2003            | 6      |

### Statistiche di squadra

Il Perugia dei miracoli della stagione 1978-1979, secondo classificato in Serie A – il miglior piazzamento dei biancorossi nella storia della massima divisione nazionale – nonché detentore di vari record d'imbattibilità nei maggiori campionati italiani a 16 squadre.

A livello internazionale, il Perugia è l'unica squadra dell'Umbria ad aver conquistato titoli (2) in campo continentale: il primo assoluto – anche per una formazione della regione – è la Coppa d'Estate 1978, seguito dalla Coppa Intertoto UEFA 2003; grazie a quest'ultimo successo, i biancorossi sono fra le 12 formazioni italiane e le 82 europee che sono riuscite a conquistare nella loro storia almeno una delle competizioni UEFA per club, e allo stesso tempo è diventata la prima – e fin qui, unica – compagine umbra capace di vincere un trofeo a livello confederale, peraltro da imbattuta. La squadra perugina è inoltre la sola formazione della regione ad aver preso parte alle coppe europee: in ambito ufficiale conta 2 partecipazioni alla Coppa UEFA e 4 nel già citato Intertoto, cui si aggiungono i trascorsi non ufficiali in Coppa Mitropa e nella sopracitata Coppa d'Estate. Sul versante statistico, i grifoni annoverano il record italiano di partecipazioni alla Coppa Intertoto UEFA (4), oltre al primato (1) di vittorie – quest'ultimo, condiviso con Bologna, Juventus e Udinese. In totale, in campo internazionale la formazione ha un ruolino di 42 incontri ufficiali (al 2004), che consta di 20 vittorie, 11 pareggi e altrettante sconfitte; nella stagione 2003-2004 ha inoltre inanellato la sua miglior striscia positiva in Europa grazie a 11 partite utili consecutive, di cui 8 vittorie e 3 pareggi, raccolte a cavallo d'Intertoto e Coppa UEFA. In virtù dei risultati conseguiti negli anni 2000, la compagine biancorossa è stata classificata, dall'International Federation of Football History & Statistics, al 351º posto tra i 643 migliori club europei del primo decennio del XXI secolo.
In ambito nazionale, il Perugia è stata la prima formazione, nella storia della massima serie italiana a girone unico, a portare a termine un campionato senza sconfitte, nella stagione 1978-1979 – chiusa peraltro al 2º posto assoluto, miglior risultato nella storia degli umbri –; tale primato sottintende, nella Serie A a 16 squadre, i record (0) del minor numero di sconfitte complessive, casalinghe e in trasferta – quest'ultimo, condiviso con la Fiorentina del 1968-1969 e col Milan del 1987-1988. Il club perugino detiene inoltre, sempre nel massimo livello a 16 squadre, la miglior sequenza di partite utili consecutive (37) – striscia realizzata dal 30º turno dell'annata 1977-1978 (Perugia-Pescara 2-1) alla 6ª giornata del torneo 1979-1980 (Napoli-Perugia 1-1) –, mentre per una volta, ancora nel 1978-1979, ha concluso la stagione con la miglior difesa del campionato (16 reti subite). Tra tutte le 68 squadre di calcio italiane che hanno militato almeno una volta nella massima categoria, nella relativa classifica perpetua i biancorossi si collocano al 30º posto.

I grifoni della stagione 1984-1985, detentori del primato – tuttora in essere – del minor numero di sconfitte (1) in un torneo di Serie B a 20 squadre.

Riguardo alla seconda serie a girone unico il Perugia, nei campionati a 20 squadre, annovera il primato del minor numero di sconfitte stagionali (1), conseguito nell'annata 1984-1985; nella stessa, ha stabilito il record del maggior numero di pareggi complessivi (26). Inoltre, la formazione in Serie B ha avuto per due volte il miglior attacco e per una volta la miglior difesa del torneo. Nella terza serie, nello specifico del girone B della Serie C1/Prima Divisione, il Perugia, assieme alla Salernitana, detiene coi propri giocatori il record di vittorie nella classifica capocannonieri (3). Infine, nel panorama globale della Lega Pro, tra il 2012 e il 2014 il club biancorosso è diventato il primo a fare proprie entrambe le Supercoppe di categoria, sia quella di Prima che di Seconda Divisione.
In campo regionale il Perugia è la squadra, assieme alla Ternana, più vincente dell'Umbria, con 13 affermazioni tra campionati – nazionali (1), interregionali (8) e regionali (1) – e coppe (3). Oltre a vantare il maggior numero di partecipazioni alla Serie A (13) e alla Coppa Italia (40) tra tutte le formazioni umbre, detiene anche, sempre assieme al club rossoverde, il record di vittorie della Serie B (1).
Per motivi di rappresentanza regionale, il Perugia è stato ripescato ben sei volte: nel 1930, nel 1938, nel 1940, nel 1950, nel 1952 e nel 1959, mentre un settimo ripescaggio è stato usufruito a livello locale nel 1937.
Il club vanta la 35ª tradizione sportiva in Italia.

### Statistiche individuali
Di seguito le top 10 dei primatisti di presenze e reti in campionato.
Statistiche aggiornate al 19 maggio 2023.
| Record di presenze - 360 Dante Fortini (1956-1966) - 323 Pierluigi Frosio (1974-1984) - 246 Michele Nappi (1974-1982; 1984-1985) - 191 Oriano Nenci (1960-1967) - 188 Elio Vanara (1968-1974) - 175 Riccardo Innocenti (1969-1974) - 175 Antonio Ceccarini (1976-1983) - 172 Massimo Beghetto (1990-1996) - 166 Federico Giunti (1991-1997) - 166 Marco Di Loreto (2000-2005) | Record di reti - 72 Armando Serlupini (1953-1956; 1958-1960) - 60 Giovanni Cornacchini (1992-1995) - 50 Fabrizio Ravanelli (1986-1989; 2004-2005) - 43 Fabio Mazzeo (2006-2009; 2013-2014) - 42 Samuel Di Carmine (2015-2018, 2022-2023) - 41 Alberto Galassi (1940-1942; 1945-1946) - 34 Giovanni Urban (1970-1974) - 34 Giovanni Pagliari (1981-1984; 1985-1986; 1987-1989) - 33 Ilario Castagner (1961-1964) - 33 Marco Negri (1995-1997) |

## Tifoseria

### Storia

La tifoseria perugina, in trasferta a Reggio Emilia, esulta durante lo spareggio promozione contro il Torino del 21 giugno 1998.

Il tifo sportivo biancorosso è geograficamente concentrato a Perugia e nel resto della provincia. Tra le «roccaforti» del calcio italiano per quanto concerne il tifo organizzato di sinistra, l'orientamento politico della curva perugina è prevalentemente affine agli ideali del comunismo e alla figura di Che Guevara; non mancano tuttavia, dagli anni 80 e 90 del XX secolo in poi, gruppi dichiaratamente schierati a destra.

### Gemellaggi e rivalità
La rivalità storica dei tifosi perugini è con la squadra dell'altro capoluogo della regione, la Ternana, in quello che viene comunemente chiamato il derby dell'Umbria: un confronto che va ben al di là del mero aspetto sportivo, coinvolgendo tutte le rispettive diversità storico-culturali ed economiche che contraddistinguono i due poli regionali. Meno sentite, ma non per questo meno accese, sono le altre sfide umbre con le compagini di Foligno e Gubbio, con le quali tifoserie un tempo erano peraltro intrattenuti rapporti di gemellaggio.

Da sinistra: il capitano ternano Romano Marinai e quello perugino Bruno Mazzia nei convenevoli prima del derby dell'Umbria del 28 marzo 1971.

L'unica stracittadina nel vero senso del termine è quella che vede contrapposti i biancorossi alla Pontevecchio, la seconda squadra del comune perugino, emanazione della frazione di Ponte San Giovanni. È questo il solo derby disputato nella storia dei grifoni: neanche agli inizi del XX secolo, ai tempi della scissione e del successivo decennio di contrapposizione sportiva tra la Fortebraccio e la Libertas, furono giocate delle sfide interne al capoluogo, sempre vietate dal prefetto dell'epoca per motivi di ordine pubblico. Vista la differenza di categorie che storicamente ha separato i due club, il cosiddetto derby di Perugia ha avuto luogo, per le prime e fin qui uniche due volte, solamente nel corso del campionato di Serie D 2010-2011; con queste premesse, non è così mai esistito un reale dualismo tra perugini e ponteggiani.
Fuori dai confini regionali, le più forti rivalità sono quelle coi supporter della Lazio, un'inimicizia sorta a cavallo degli anni 60 e 70 per via delle opposte idee politiche delle due curve – ed esaltata da giocatori-militanti come Paolo Sollier, che non lesinava nel mostrare il pugno alzato in campo, rivolto alla propria curva –, e coi tifosi dell'Arezzo, nata anch'essa negli anni 70 ma esclusivamente per ragioni sportive, e sfociata nel cosiddetto derby dell'Etruria.
In senso opposto, l'unico gemellaggio vero e proprio è quello con la tifoseria dell'Ischia, instaurato nei primi anni 90 durante la comune militanza dei due club in Serie C1.

## Organico

### Rosa 2025-2026
Rosa aggiornata al 17 agosto 2025.
| N. |                    | Ruolo | Calciatore                  |
| -- | ------------------ | ----- | --------------------------- |
| 1  | Italia (bandiera)  | P     | Luca Gemello                |
| 3  | Italia (bandiera)  | D     | Moustapha Yabre             |
| 4  | Spagna (bandiera)  | C     | Joselito                    |
| 5  | Italia (bandiera)  | D     | Gabriele Angella (capitano) |
| 6  | Italia (bandiera)  | C     | Giovanni Giunti             |
| 7  | Senegal (bandiera) | A     | Mamadou Kanoute             |
| 9  | Italia (bandiera)  | A     | Daniele Montevago           |
| 10 | Brasile (bandiera) | A     | Ryder Matos                 |
| 11 | Italia (bandiera)  | A     | Luca Bacchin                |
| 12 | Italia (bandiera)  | P     | Luca Moro                   |
| 14 | Italia (bandiera)  | A     | Francesco Berta             |
| 15 | Italia (bandiera)  | D     | Cristian Dell'Orco          |
| 17 | Italia (bandiera)  | C     | Matteo Giorgetti            |
| 18 | Italia (bandiera)  | C     | Michelangelo Perugini       |
| 19 | Italia (bandiera)  | C     | Christian Dottori           |

| N. |                        | Ruolo | Calciatore         |
| -- | ---------------------- | ----- | ------------------ |
| 20 | Italia (bandiera)      | C     | Giorgio Tumbarello |
| 21 | Italia (bandiera)      | C     | Jérémie Broh       |
| 22 | Italia (bandiera)      | P     | Leonardo Vinti     |
| 24 | Italia (bandiera)      | C     | Emanuele Torrasi   |
| 26 | Italia (bandiera)      | D     | Luca Calapai       |
| 27 | Italia (bandiera)      | D     | Filippo Cottini    |
| 28 | Italia (bandiera)      | D     | Davide Riccardi    |
| 30 | Italia (bandiera)      | A     | Claudio Giardino   |
| 33 | Italia (bandiera)      | D     | Giulio Brunori     |
| 44 | Paesi Bassi (bandiera) | D     | Noah Lewis         |
| 84 | Lituania (bandiera)    | C     | Adrian Lickunas    |
| 98 | Italia (bandiera)      | D     | Federico Giraudo   |
| 99 | Svezia (bandiera)      | D     | Karlson Nwanege    |
|    | Italia (bandiera)      | D     | Francesco Lisi     |
|    | Italia (bandiera)      | C     | Paolo Bartolomei   |

### Staff tecnico
Staff aggiornato al 19 febbraio 2025.
- Vincenzo Cangelosi - Allenatore
- carica vacante - Allenatore in seconda
- carica vacante - Preparatore atletico
- carica vacante - Collaboratore tecnico
- Pietro Parascandolo - Preparatore dei portieri
- Matteo Valeri - Addetto al recupero infortunati

Staff sanitario
- Giuliano Cerulli - Responsabile sanitario
- Michele Bisogni - Medico sportivo
- Giuseppe De Angelis - Medico ortopedico
- Mauro Faleburle - Medico cardiologo
- Lamberto Boranga - Medico sportivo
- Nicola Bizzarri - Medico sociale
- Renzo Luchini - Operatore sanitario
- Mirco Lanari - Operatore sanitario
- Stefano Gigli - Operatore sanitario